# Andrij Buśko
Andrij Wasylowycz Buśko, ukr. Андрій Васильович Бусько (ur. 1 lipca 1998 w Czerniawa w obwodzie lwowskim) – ukraiński piłkarz, grający na pozycji pomocnika.

## Kariera piłkarska

### Kariera klubowa
Wychowanek klubu Karpaty Lwów, barwy których bronił w juniorskich mistrzostwach Ukrainy (DJuFL). 29 lipca 2017 roku rozpoczął karierę piłkarską w podstawowym składzie Karpat. 16 lipca 2018 został wypożyczony do Ruchu Winniki. Po poł roku wrócił do Karpat. 28 stycznia 2020 przeniósł się do FK Lwów.

### Kariera reprezentacyjna
W 2017 występował w studenckiej reprezentacji Ukrainy.